# فریتس شفر
فریتس شفر (انگلیسی: Fritz Schäffer؛ ۱۲ مهٔ ۱۸۸۸ – ۲۹ مارس ۱۹۶۷) یک سیاست‌مدار اهل آلمان بود.